# Algarbe de Berbería
El Algarbe de Berbería, también denominado Algarbe berberisco, Algarbe marroquí o simplemente Algarbe (en árabe: غرب, transliterado como Ġarb, Gharb y a veces en las fuentes francesas como Rharb) es una región histórica y natural del noroeste de Marruecos. También se la denomina llanura del Gharb (سهل الغرب sahl al-ġarb, «llanura oeste»), ya que es una gran planicie de unos 6.000 km² y una elevación media de entre 4 y 5 m s. n. m., al noreste de Rabat y al noroeste de Mequinez, bordeada por el Atlántico al oeste y el Rif al norte. Si la lluvia es abundante durante el invierno, se puede observar la aparición de marismas. Está surcado por el curso del río Sebú. El Algarbe era una de las subregiones que conformaban la antigua región Garb-Chrarda-Beni Hsen, actualmente Rabat-Salé-Kenitra.
El Algarbe berberisco es una región productora de arroz, azúcar de caña y remolacha, y tabaco, productos agrícolas de regadío. También se cultivan en ella cítricos. En menor proporción, también se encuentran bosques e industrias asociadas en el Algarbe.

## Toponimia
Durante la época colonial portuguesa (véase Presencia portuguesa en el norte de África), el territorio fue conocido como Algarve d'Allen Mar («Algarbe de allende el mar»), en oposición al Algarve d'Aquem («Algarbe de este lado»), que se refiere al territorio portugués al suroeste de la península ibérica.

## Geografía

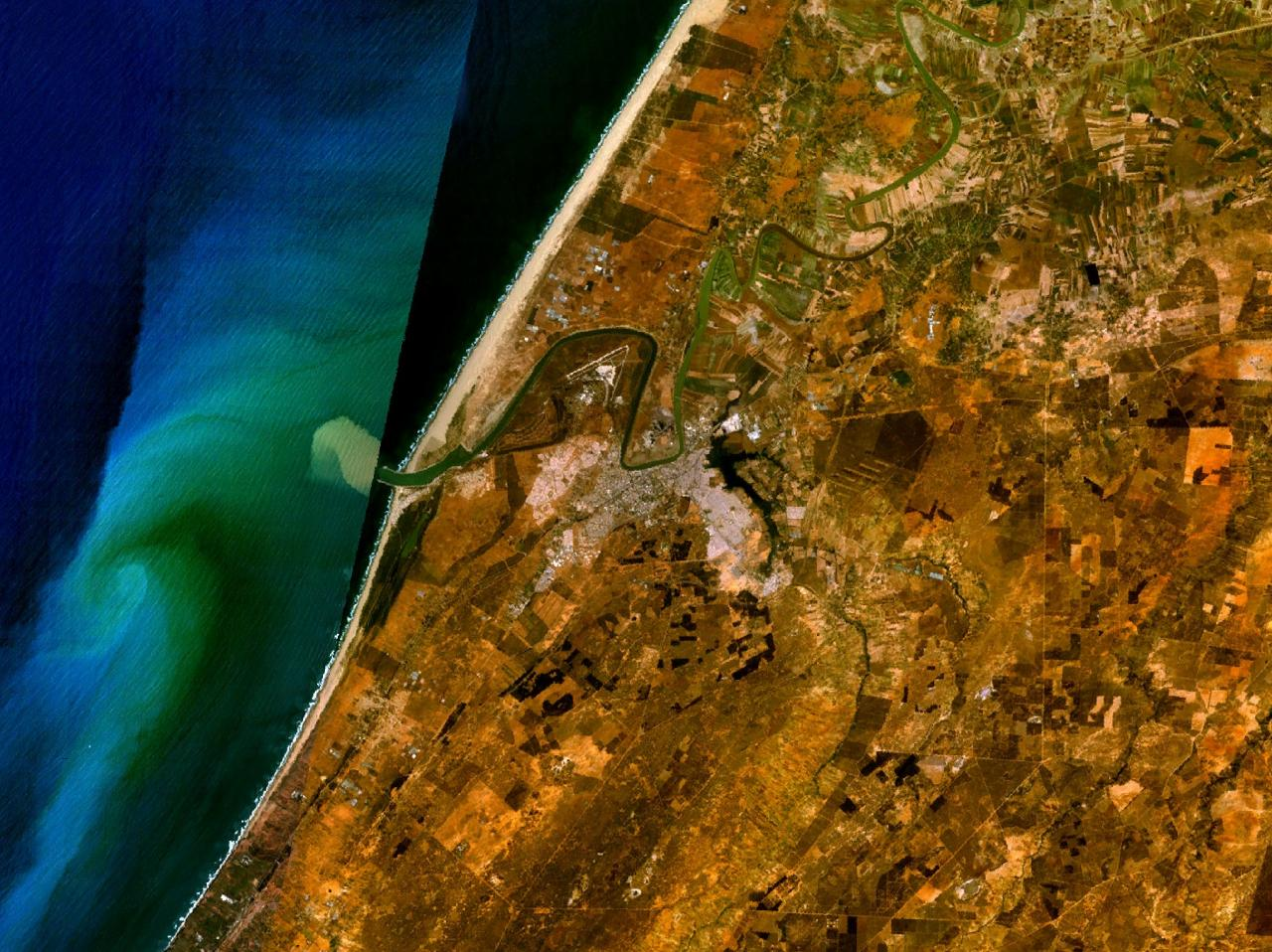
Vista satelital del delta del río Sebú (wadi Sebou) y la ciudad de Kenitra (Qunaitra), capital del Algarbe de Berbería.

El Algarbe se sitúa en una llanura aluvial caracterizada por la planicie, inundada de arcillas y sedimentos aluviales arrastrados por el río Sebú y su afluente. El clima de la región es mediterráneo, húmedo en invierno y seco en verano, influenciado por su proximidad al océano. La llanura del Algarbe limita al norte y al este con las estribaciones de las montañas del Rif, al sur con el altiplano central y al oeste con el océano Atlántico. El río Sebú constituye la fuente más importante de agua superficial en la llanura del Algarbe. La extensión del Algarbe berberisco es de unas 616.000 hectáreas, de las cuales aproximadamente 388.000 hectáreas son aptas para uso agrícola.
En épocas de lluvia, la región se llena de marismas. Esto se debe a su relieve llano que apenas alcanza los 6 metros sobre el nivel del mar, especialmente en las áreas cercanas al río Sebú, que cruza la región de este a oeste. Por un lado, esta propensión a la inundación de las tierras permite la producción de arroz, elemento fundamental en la región. Por el otro, las lluvias fuertes causan importantes pérdidas económicas y humanas, como la ocurrida en 2009, en la que el Gobierno de Marruecos tuvo que desplazar a 10.000 personas.

## Población
Algunas de las ciudades más importantes del Algarbe son Alcazarquivir, Sidi Kacem, Sidi Slimane y Kenitra, capital de la antigua región de Gharb-Chrarda-Beni Hssen. El Algarbe se ubica en el corazón de la red ferroviaria marroquí, planificada en forma de X, donde la intersección de ambas líneas tiene lugar en Sidi Kacem.
En la región del Algarbe se conocen los nombres de varias tribus árabes que antiguamente se asentaron aquí (Beni Hssen, Safiane, Beni Malek, Khlout, Chrarda y Sahel), cuyo antiguo significado político y cultural ya no influye en la actualidad. En la segunda mitad del siglo XX, muchas familias bereberes emigraron desde las regiones montañosas de Marruecos, actualmente el principal idioma es el árabe marroquí.

## Economía

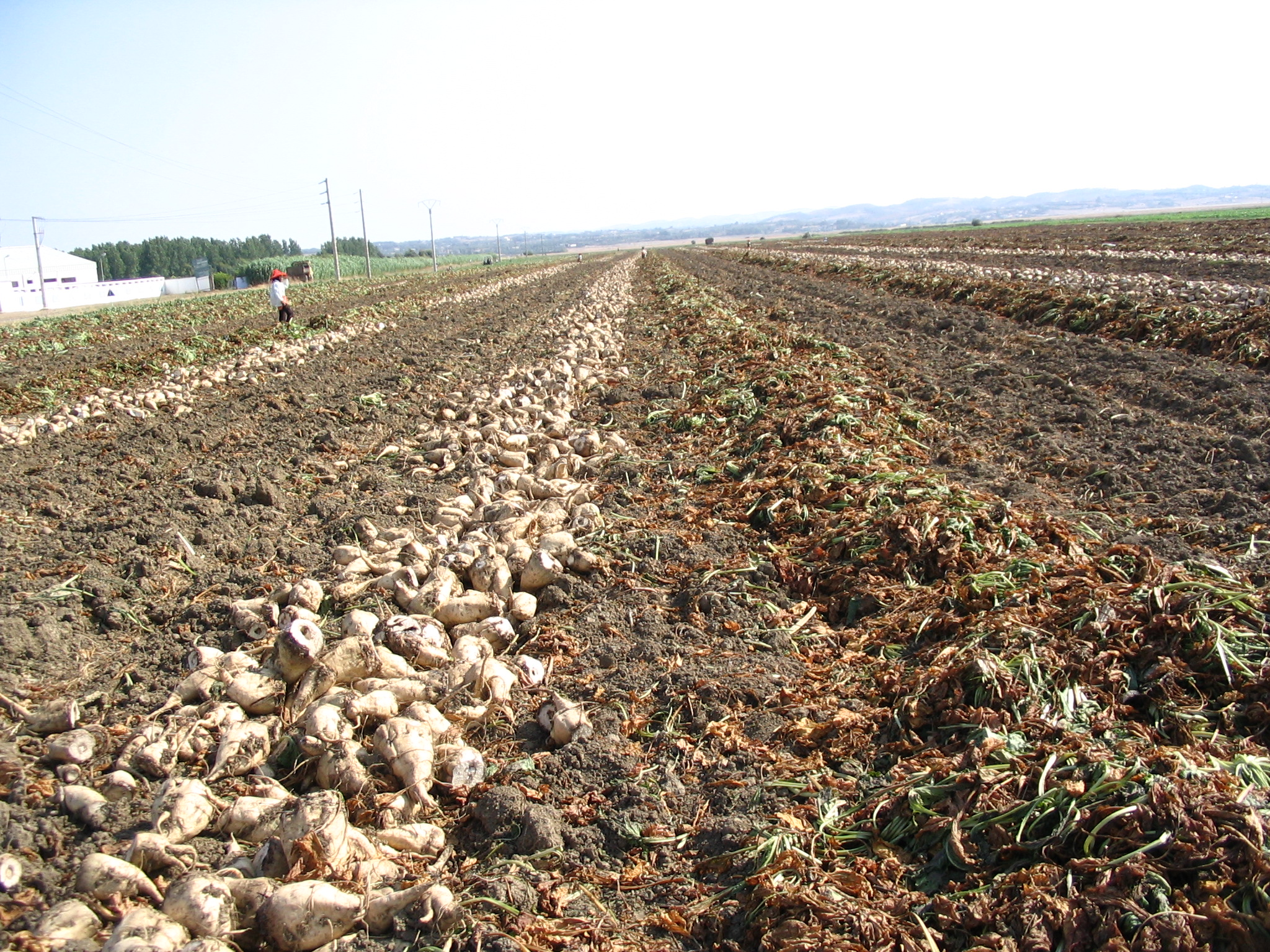
Cultivo de remolacha azucarera en los extensos campos la llanura del Algarbe.

La agricultura, que se practica en el Algarbe desde hace más de 2000 años, sigue siendo hoy el factor económico central. El Algarbe formaba parte del «granero» de la Berbería, tan importante para el suministro de cereales del Imperio Romano. Volubilis, la segunda ciudad más importante de la provincia romana de Mauritania Tingitana, se encontraba a tan sólo unos kilómetros al sur del Algarbe. Numerosos colonos franceses se establecieron en esta región durante el protectorado (1912-1956) y actualmente la llanura del Algarbe sigue siendo una de las zonas agrícolas más importantes de Marruecos. En sus casi 4.000 km² de superficie útil se cultivan principalmente trigo, remolacha, arroz, girasol, maíz y caña de azúcar en suelos predominantemente ricos. El azúcar procedente los cultivos de caña fue un bien de importación muy popular en Europa durante la Edad Media. También se cría ganado vacuno en granjas de engorde para la producción de leche y carne.